# 马戈芬县
馬戈芬县（英語：Magoffin County）是位於美國肯塔基州東部的一個縣。面積801平方公里。根據美國2000年人口普查，共有人口13,332人。縣治薩利爾斯維爾 （Salyersville）。
成立於1860年2月22日。縣名紀念州議員、第二十一任州長贝里亚·马戈芬 （Beriah Magoffin）。